# Francesco Francia

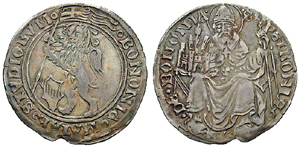
Francesco Francia, Münze der Bentivoglio, Bologna

Francesco Francia (* 1447 in Bologna; † 5. Januar 1517 in Bologna; eigentlich Francesco Raibolini) war ein in Bologna tätiger Maler, Goldschmied, Medailleur und Bildhauer.

## Leben
Francesco Francia wird von Giorgi Vasari im zweiten Teil seiner berühmten Künstlerbiographien Le vite dei più eccellenti architetti, pittori et scultori italiani behandelt. Nach Vasaris Darstellung absolvierte er, bevor er sich 1485 der Malerei zuwandte, eine Ausbildung als Goldschmied. 1483 wurde er Obmann der Goldschmiedsgilde, ein Amt, das er wiederholt (1489, 1506–1508 und 1512) bekleidete. Von den Bologneser Stadtherren, den Bentivoglio, zum Münzmeister bestellt und nach deren Vertreibung 1506 von Papst Julius II. als solcher bestätigt, gewann Francia einen bedeutenden Ruf als Medailleur, Stempelschneider und Niello.
Bekannt ist Francia allerdings vor allem als erfolgreicher Maler. Mit Raffael stand er in einem freundschaftlichen Verhältnis; aus dem Jahr 1508 sind Briefe zwischen den beiden Künstlern überliefert. Von Vasari wird die Anekdote überliefert, Francia wäre beim Anblick Raffaels „Die Verzückung der Heiligen Cäcilia“ (Pinacoteca Nazionale di Bologna) gestorben.
Berühmt ist sein (als verschollen geltendes) Porträt von Isabella d’Este 1511, das allerdings ohne Modellsitzungen entstand. Francia malte die Markgräfin anhand einer nicht von ihm selbst angefertigten Zeichnung, möglicherweise von Leonardo da Vinci und mündlicher Beschreibungen ihrer Halbschwester. Isabella lobte ihn in einem Brief, er habe sie "mit seiner Kunst schöner gemacht als sie die Natur geschaffen habe („cum l’arte vostra facta assai più bella che non ni [sic] ha facto natura“; Brief von Isabella d’Este an Francesco Francia, 25. November 1511; Archivio di Stato di Mantova –Archivo Gonzaga, busta 2996, libro 29, c. 72r). Das Porträt gefiel Isabella so gut, dass sie es noch 1534 mit über 60 Jahren Tizian als Vorlage für ein verjüngendes Porträt (wiederum ohne Modellsitzung) empfahl. Das nur in einer späteren Kopie überlieferte Bild Tizians (die so genannte „Schwarze Isabella“) wird im Kunsthistorischen Museum in Wien aufbewahrt; von der Forschung wurde noch ein zweites Gemälde („La Bella“) in der Galleria Palatina in Florenz mit Francis Vorbild in Zusammenhang gebracht.
Viele Gemälde Francias befinden sich noch in Bologna, so eine Madonna von 1490 in der Kirche S. Maria della Misericordia, eine Madonna von 1499 in der Cappella Bentivoglio in der Kirche San Jacopo Maggiore. In dem an die Kirche grenzenden Oratorium der Hl. Cäcilia haben sich Fresken mit der Geschichte der Hl. Cäcilia erhalten. Die Pinacoteca Nazionale di Bologna bewahrt eine Darstellung des toten Christus und eine Madonna auf; die Alte Pinakothek in München besitzt eine „Madonna im Rosenhag“, Dresden eine Anbetung der heiligen drei Könige sowie die Taufe Christi, die Berliner Gemäldegalerie ebenfalls eine Madonna und eine heilige Familie, die Londoner National Gallery eine Madonna, der Louvre in Paris einen Christus am Kreuz mit Hiob, die  Galleria nazionale di Parma eine Kreuzabnahme. Francias Söhne Giacomo (geboren vor 1487, gest. 1557) und der jüngere, Giulio (geb. 1487, gestorben nach 1543), arbeiteten im Stil des Vaters. In den letzten Lebensjahren ihres Vaters arbeiteten sie an seinen Werken mit.

## Werke (Auswahl Malerei)

### Vor 1500
- Kreuzigung mit St. Johannes und St. Hieronymus, ca. 1485, 52 cm × 33 cm, Öl auf Holz, Palazzo d’Accursio, Bologna
- Die Heilige Familie, ca. 1485, 54 cm × 40 cm, Öl auf Holz, Gemäldegalerie, Berlin
- Madonna und Kind mit Engel, ca. 1490, 58 cm × 44 cm, Öl auf Holz, Carnegie Museum of Art, Pittsburgh
- Portrait Bartolomeo Bianchini,[6] ca. 1485-1500, 57 cm × 41 cm, Öl auf Holz, National Gallery, London
- Die Taufe Christi, ca. 1490, Öl auf Holz, 29 cm × 55 cm, Museu Calouste Gulbenkian, Lissabon
- Madonna und Kind mit zwei Engeln, ca. 1495, 64 cm × 49 cm, Öl auf Holz, Alte Pinakothek, München
- Pala Calcina, 1500, 193 cm × 151 cm, Öl auf Leinwand (ehemals Holz), Ermitage, St. Petersburg

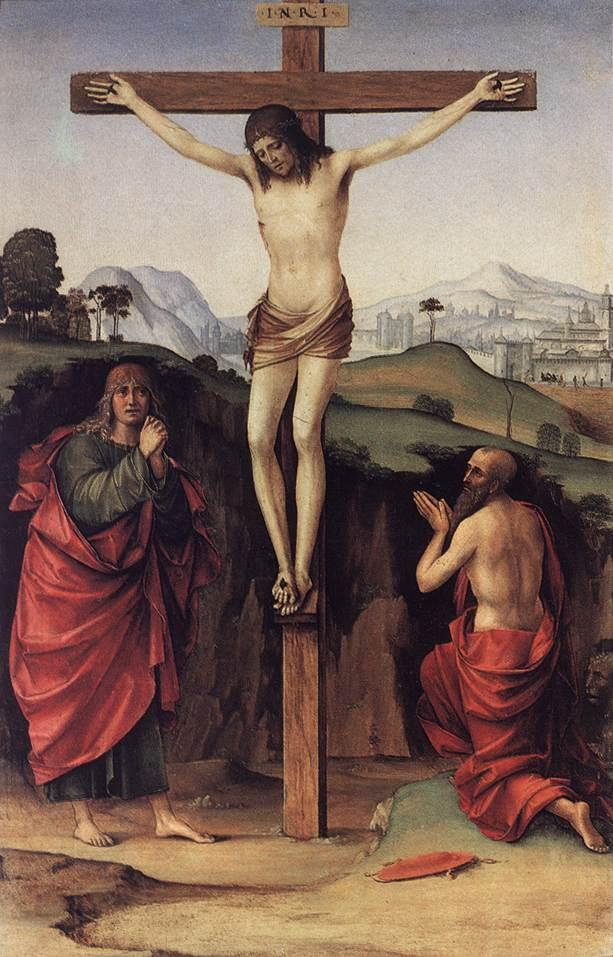
Kreuzigung ca. 1485, Bologna
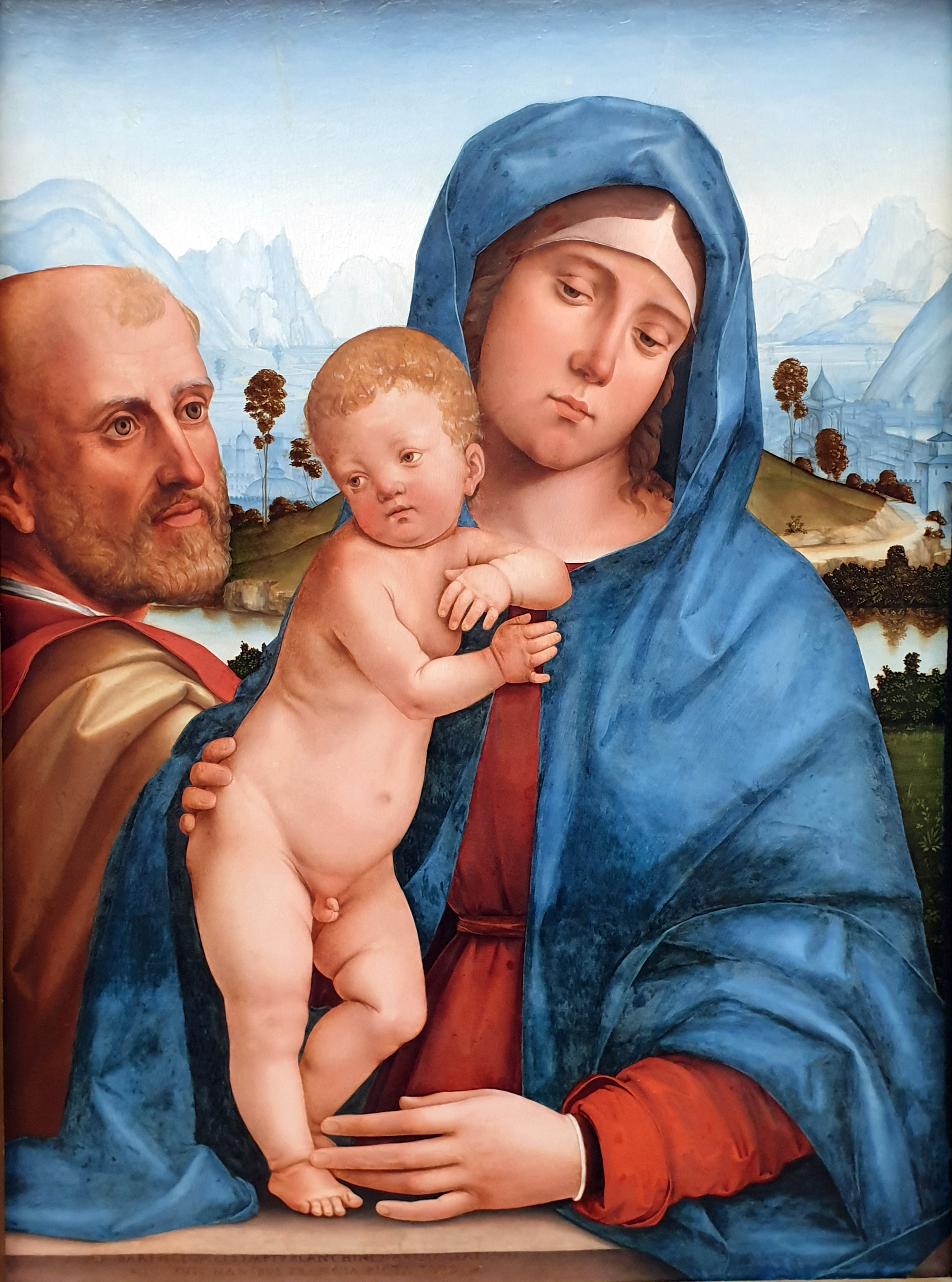
Heilige Familie ca. 1485, Berlin
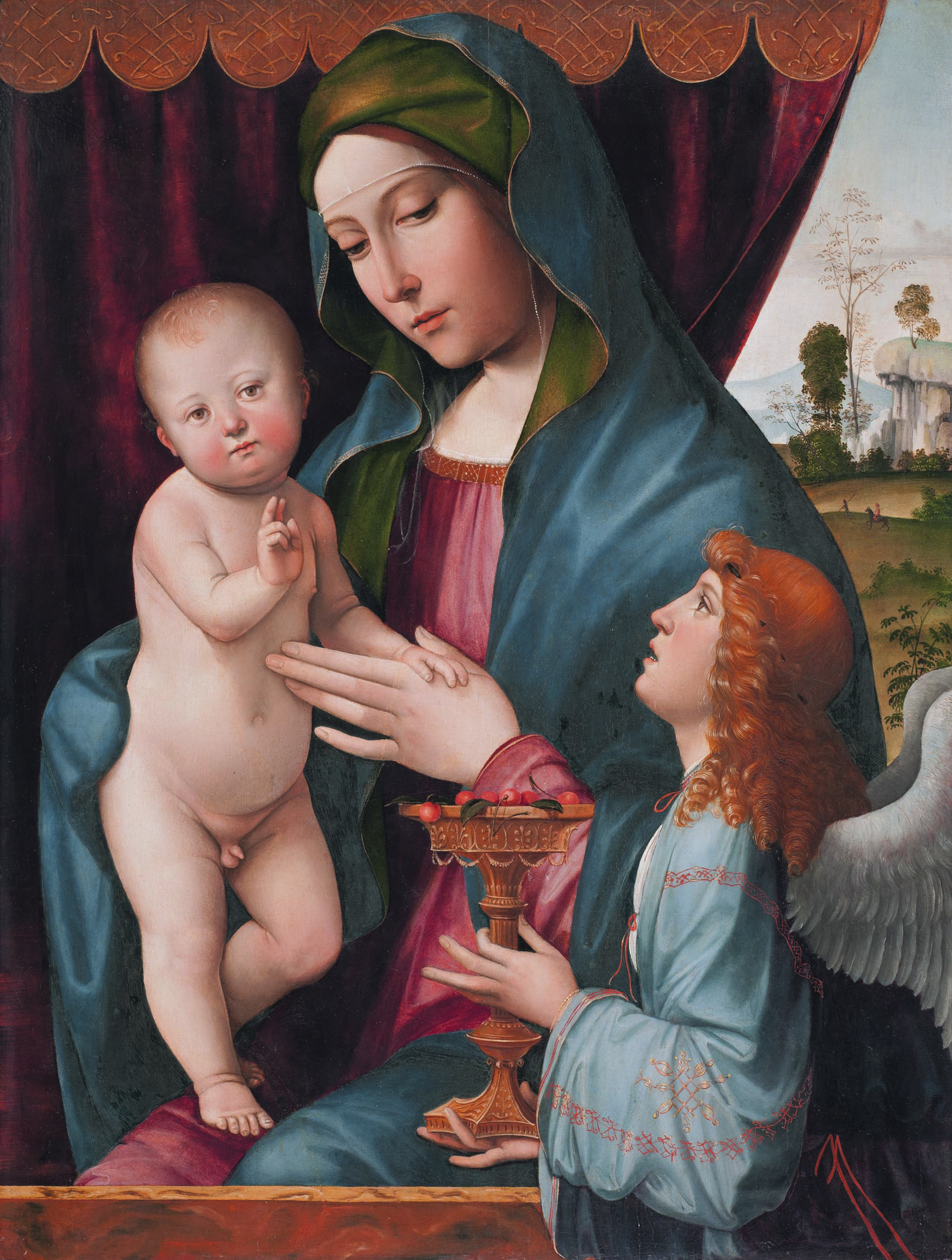
Madonna mit Engel 1495-1500, Pittsburg
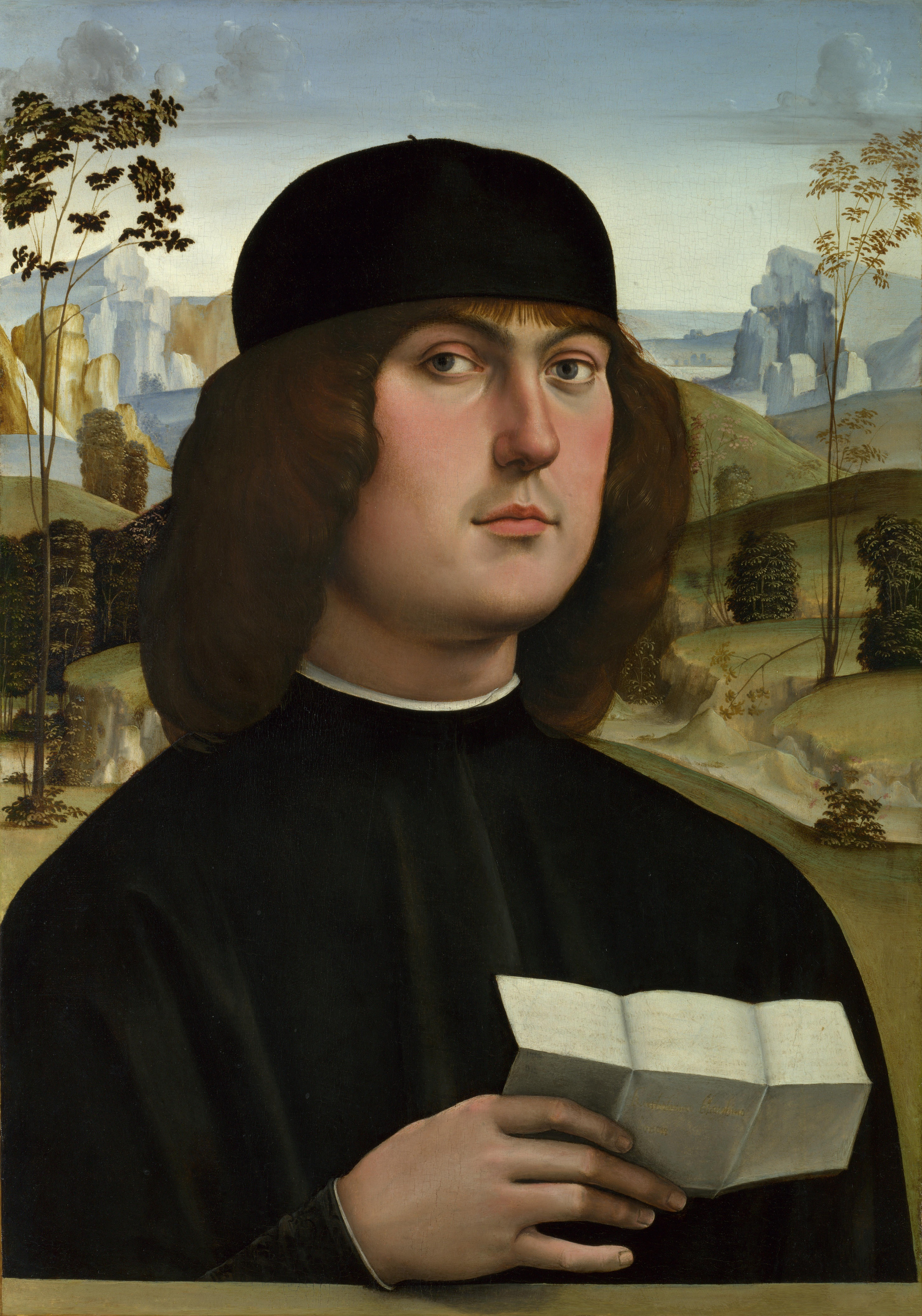
Bartolomeo Biachini 1485-1500, London
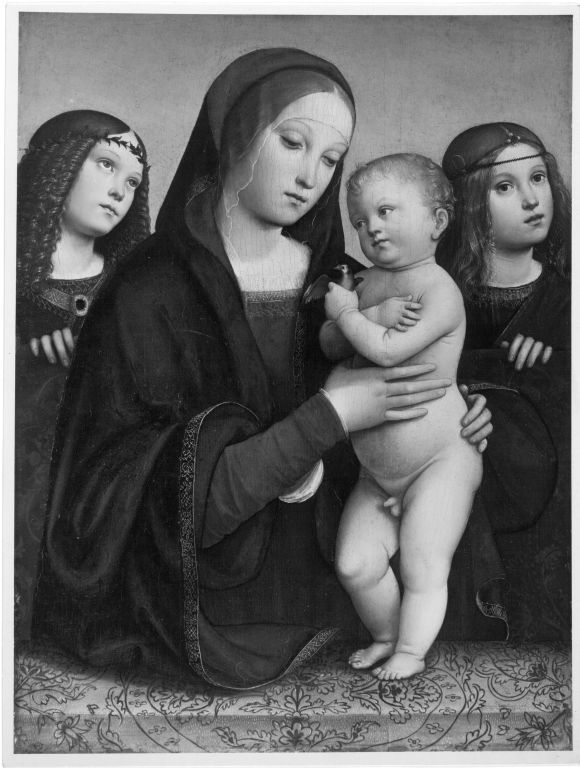
Madonna mit zwei Engeln ca. 1495, München

### Jahre 1500–10
- Maria mit Kind, ca. 1500, 67 cm × 52 cm, Öl auf Holz, Wallington National Trust, Northumberland
- Maria mit Kind und den Heiligen Franziskus und Hieronymus,[7] 1500–10, 75 cm × 57 cm, Tempera auf Holz, Metropolitan Museum of Art, New York
- Verkündigung mit dem Heiligen Albert (Karmeliter), ca. 1503–04, 182 cm × 132 cm, Öl auf Leinwand (ehemals Holz), Musée Condé, Chantilly
- Anbetung des Kindes, 1500–05, 175 cm × 132 cm, Öl auf Holz, Alte Pinakothek, München
- Portrait Evangelista Scappi, 1500–05, 55 cm × 44 cm, Öl auf Holz, Uffizien, Florenz
- Portrait Bischof Altobello Averoldo,[8] ca. 1505, 54 cm × 41 cm, Öl auf Holz, National Gallery of Art, Washington
- Kreuzigung, ca. 1505, 246 cm × 146 cm, Öl auf Holz, San Giacomo Maggiore, Bologna
- Legende der Heiligen Cäcilia und Valerian – Szenen 1 (Heirat) und 10 (Begräbnis), 1504–06, 360 cm × 290 cm, Fresko, Oratorium der Hl. Cäcilia, Bologna[9]
- Venus und Cupido, 1505–10, 80 cm × 49 cm, Öl auf Holz, Musée des beaux arts de Mulhouse
- Die Taufe Christi, 1509, 209 cm × 169 cm, Öl auf Holz, Gemäldegalerie Alte Meister, Dresden

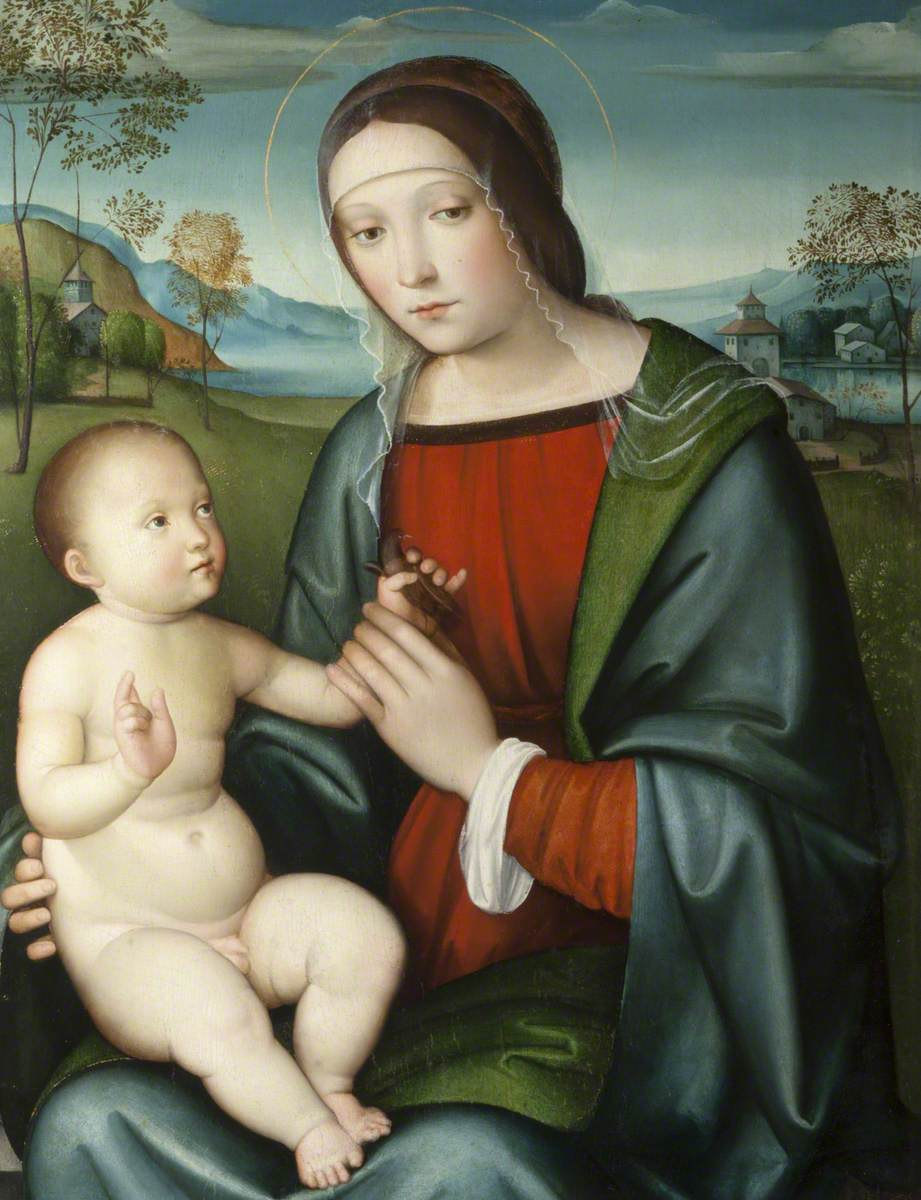
Madonna v. 1500, Northumberland
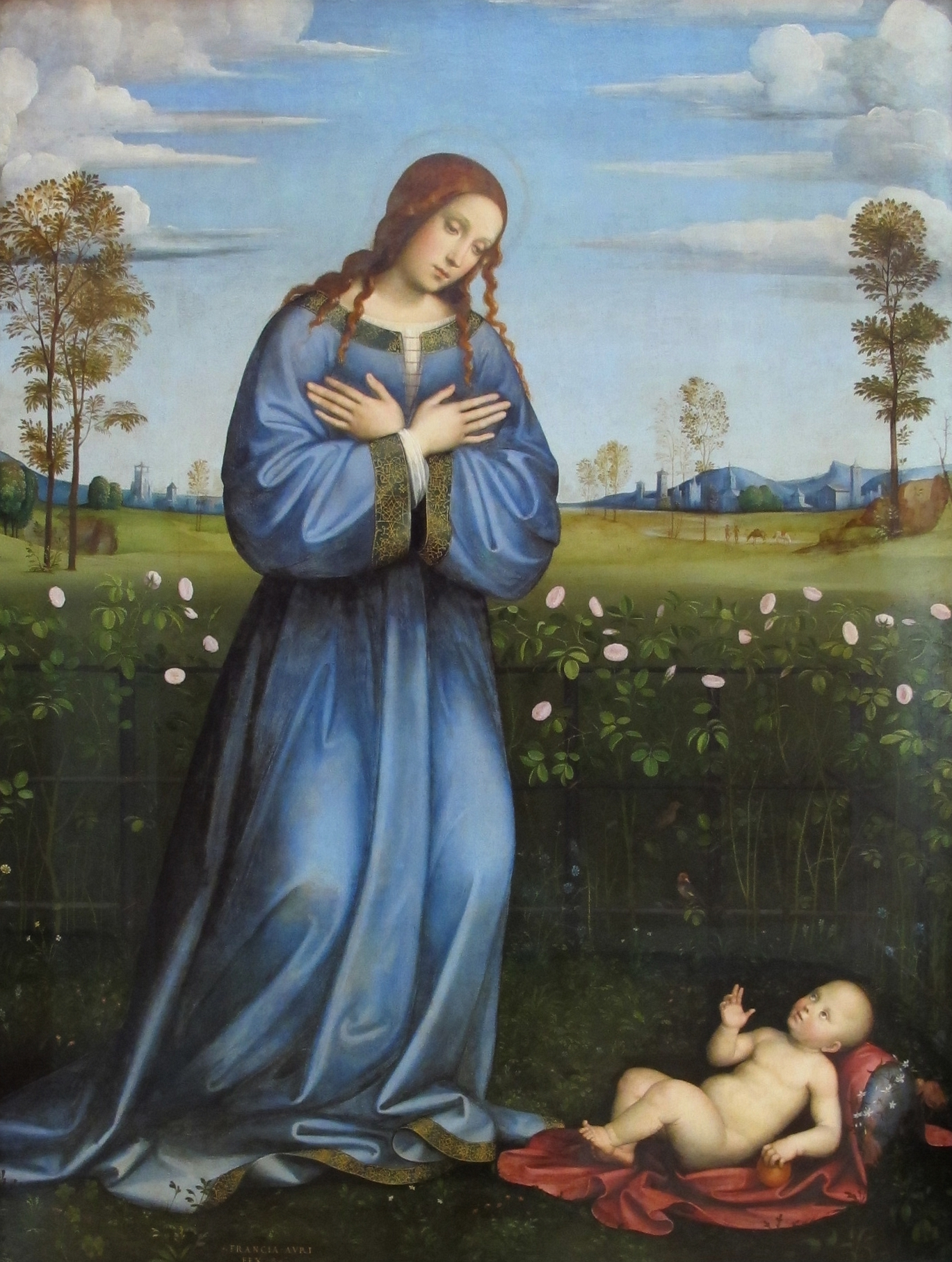
Anbetung des Kindes 1500–05, München
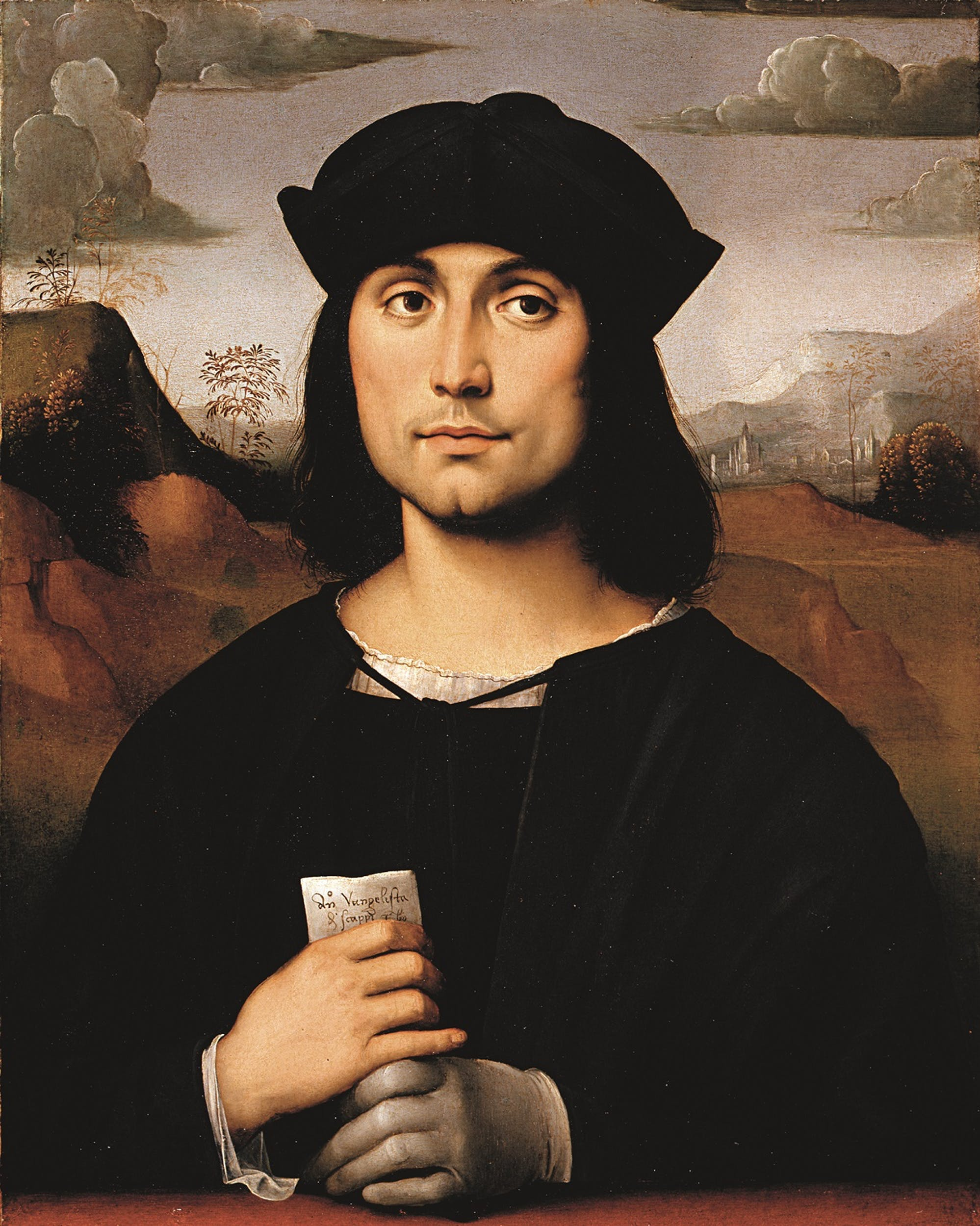
Evangelista Scappi 1500–05, Florenz
Altobello Averoldo v. 1505, Washington
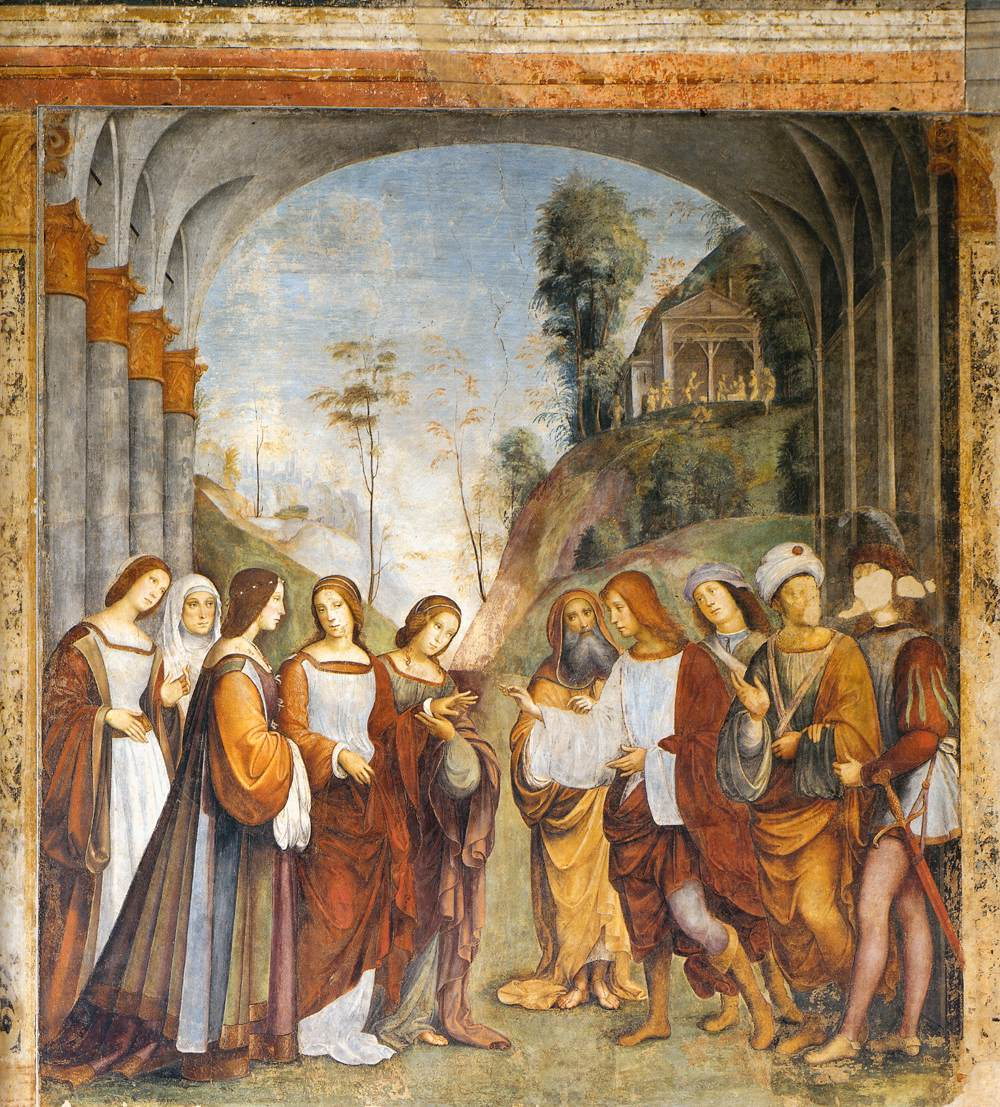
Hochzeit der Hl. Cäcilia und des Valerian 1504–06, Bologna
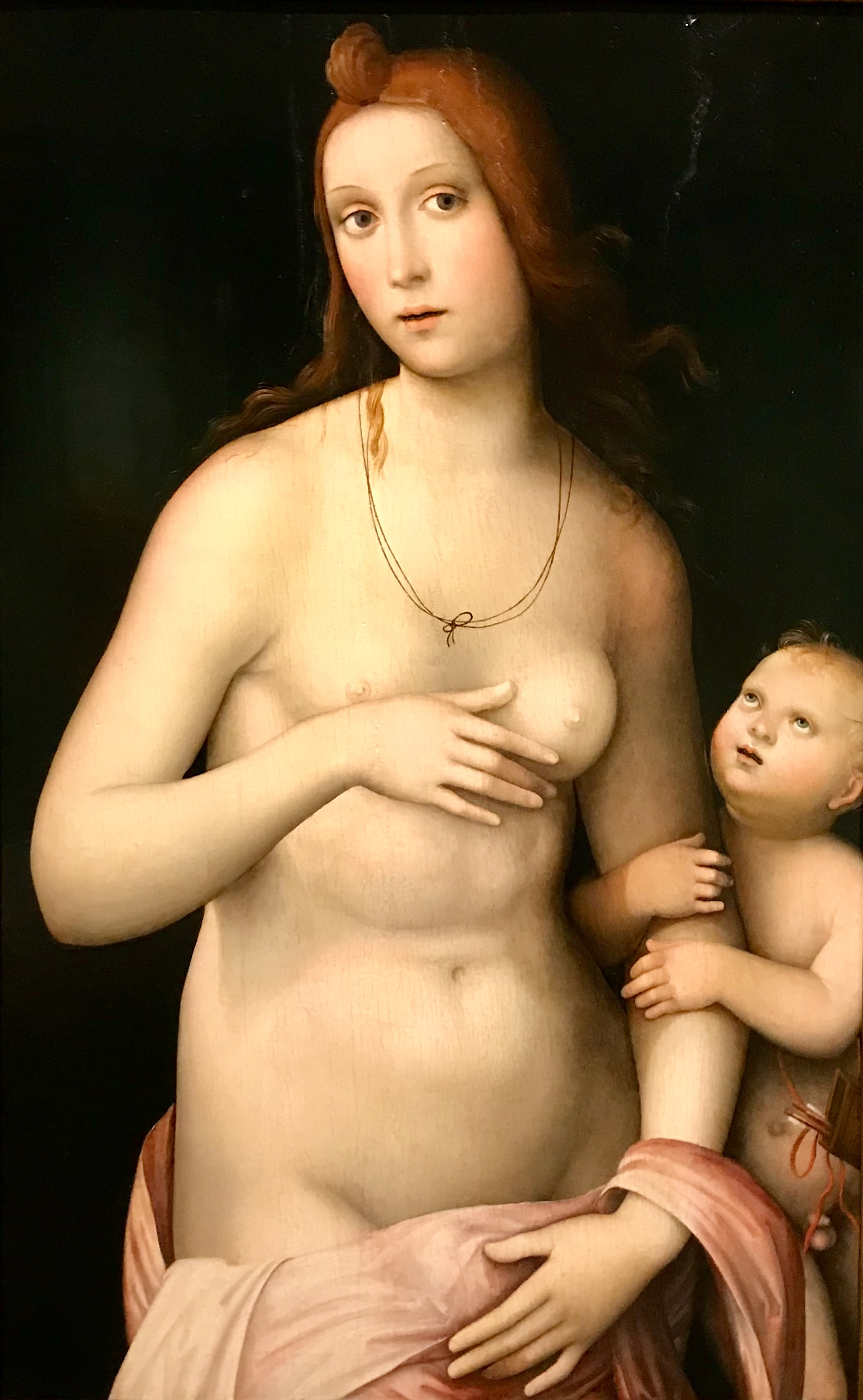
Venus und Cupido 1505–10, Mülhausen

### Nach 1510
- Die Heilige Familie, ca. 1510, 64 cm × 49 cm, Öl auf Holz, Szépművészeti Múzeum, Budapest
- Porträt Federico Gonzaga (Sohn von Isabella d’Este),[10] 1510, 45 cm × 34 cm, Öl auf Holz transferiert auf Leinwand und zurück auf Holz, Metropolitan Museum of Art, New York
- Porträt wahrscheinlich Isabella d'Este, 1511, 44 cm × 35 cm, Öl auf Holz, Wien
- Pala Buonvisi,[11] 1510–12, 195 cm × 180 cm, Öl auf Holz, National Gallery, London
- Jungfrau mit Kind und dem Heiligen Johannes als Kind,[12] 1510–15, 65 cm × 51 cm, Öl auf Holz, Museu de Arte de São Paulo
- Jungfrau mit Kind und dem Heiligen Johannes als Kind (Francesco Francia und Söhne),[13] ca. 1515, 115 cm × 94 cm, Öl auf Holz, National Gallery of Victoria, Melbourne

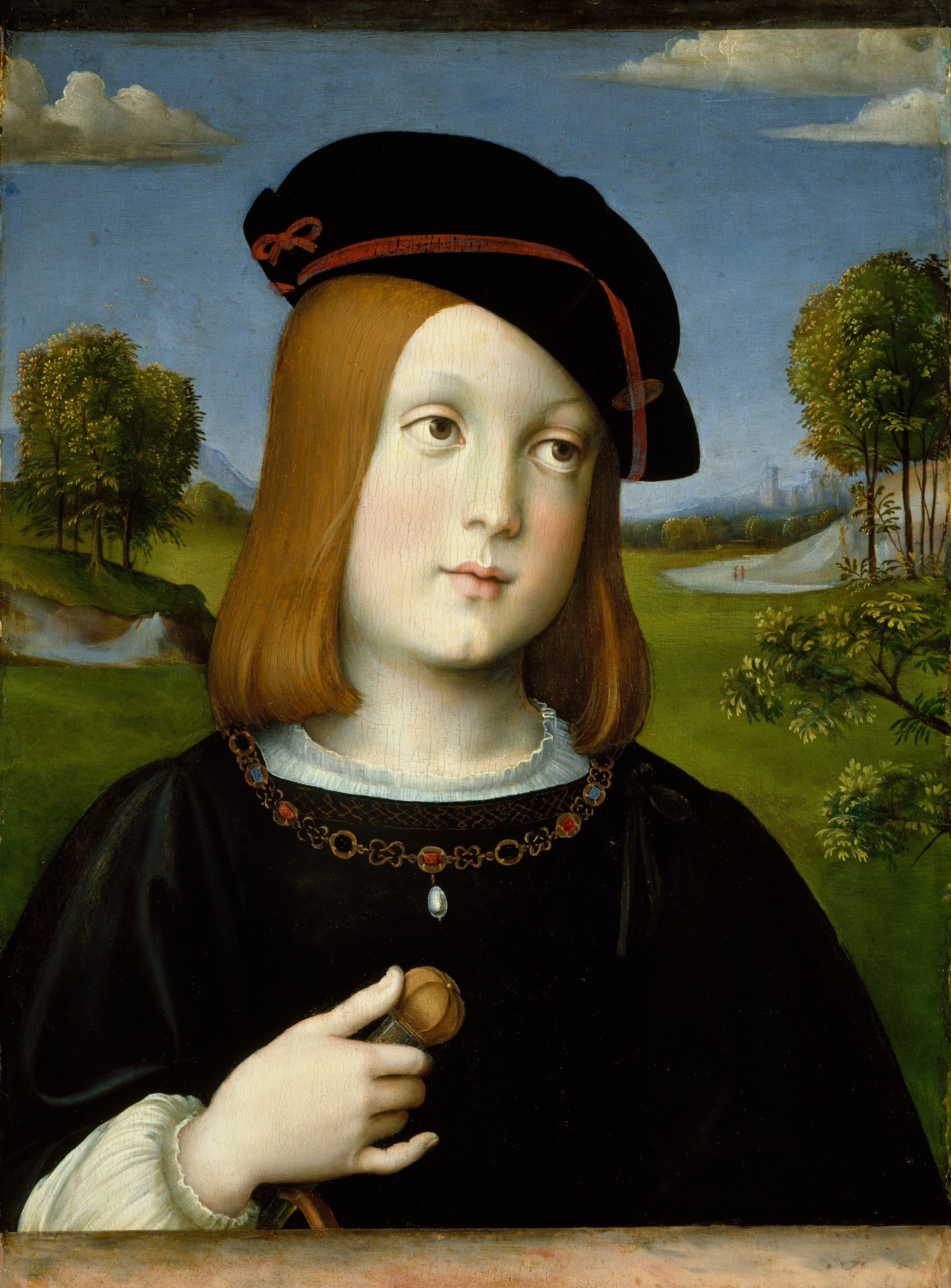
Federico Gonzaga 1510, New York
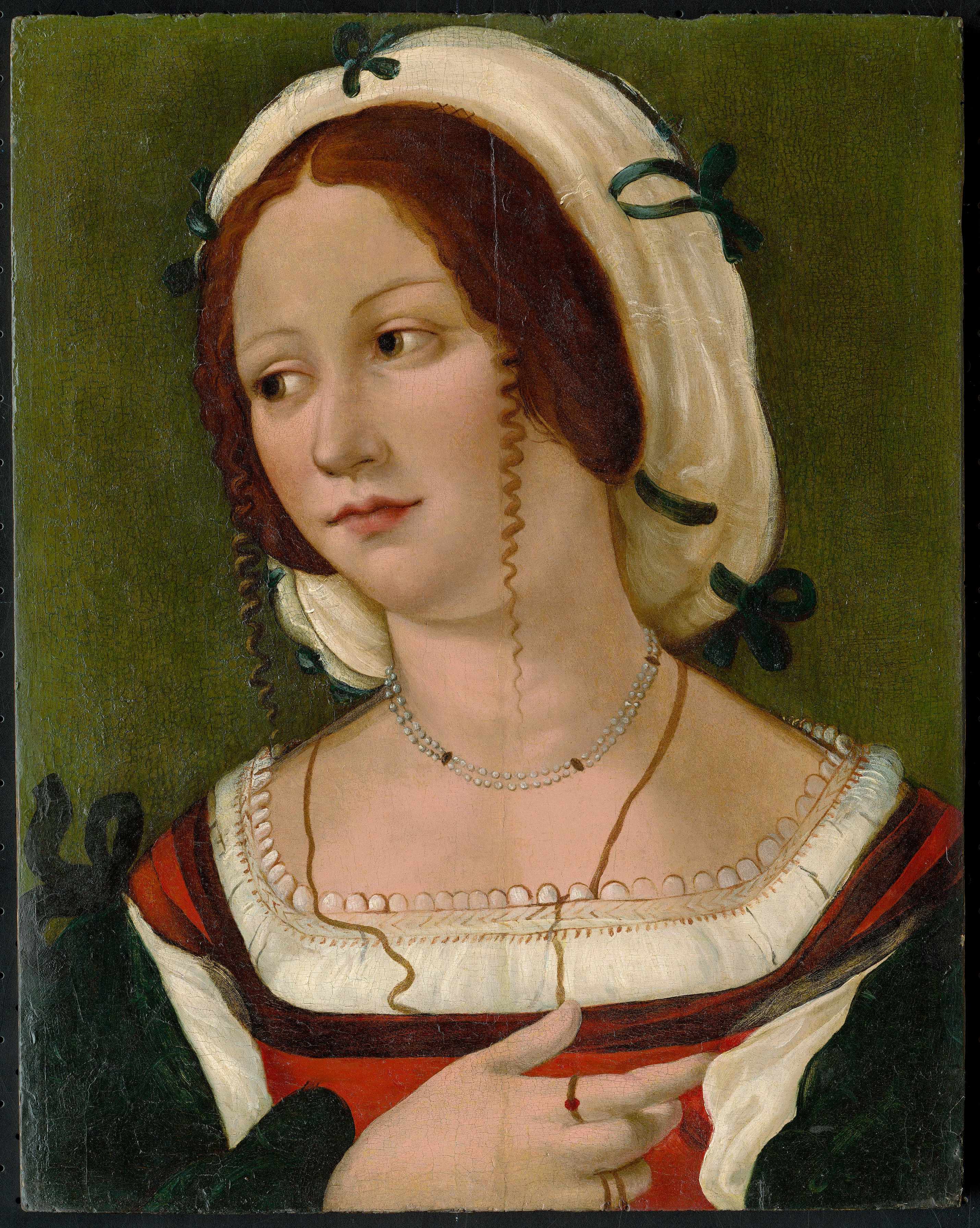
Wahrsch. Isabella d'Este 1511, Wien
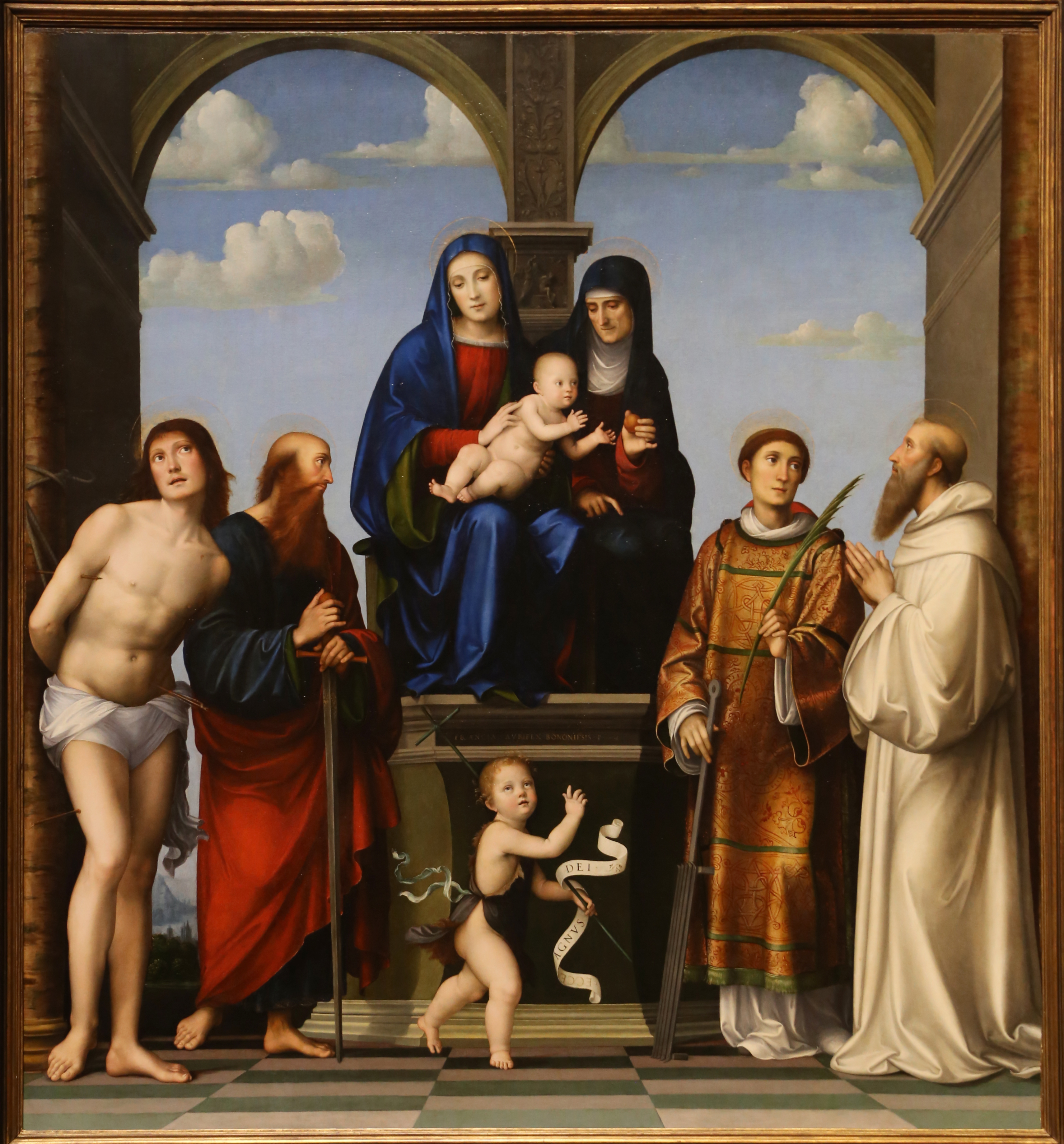
Pala Buonvisi 1510–12, London
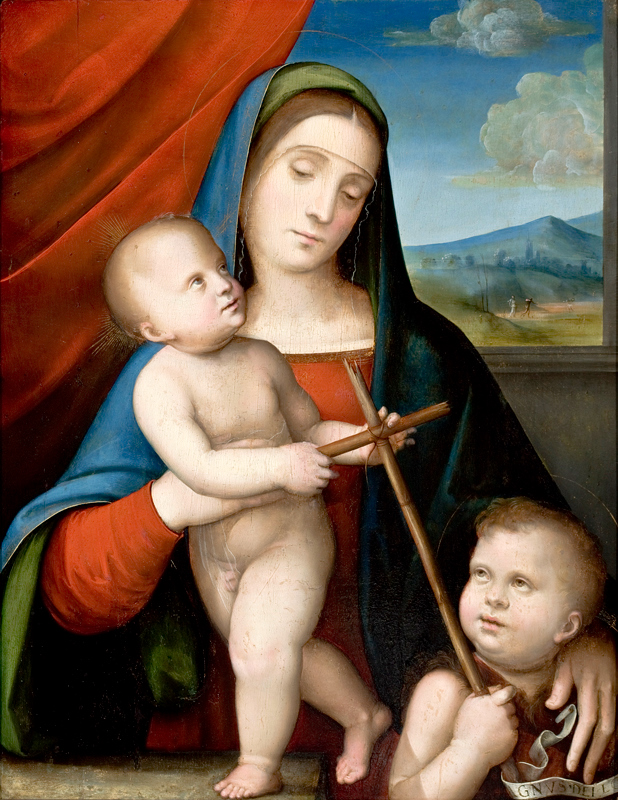
Madonna 1510–15, São Paulo
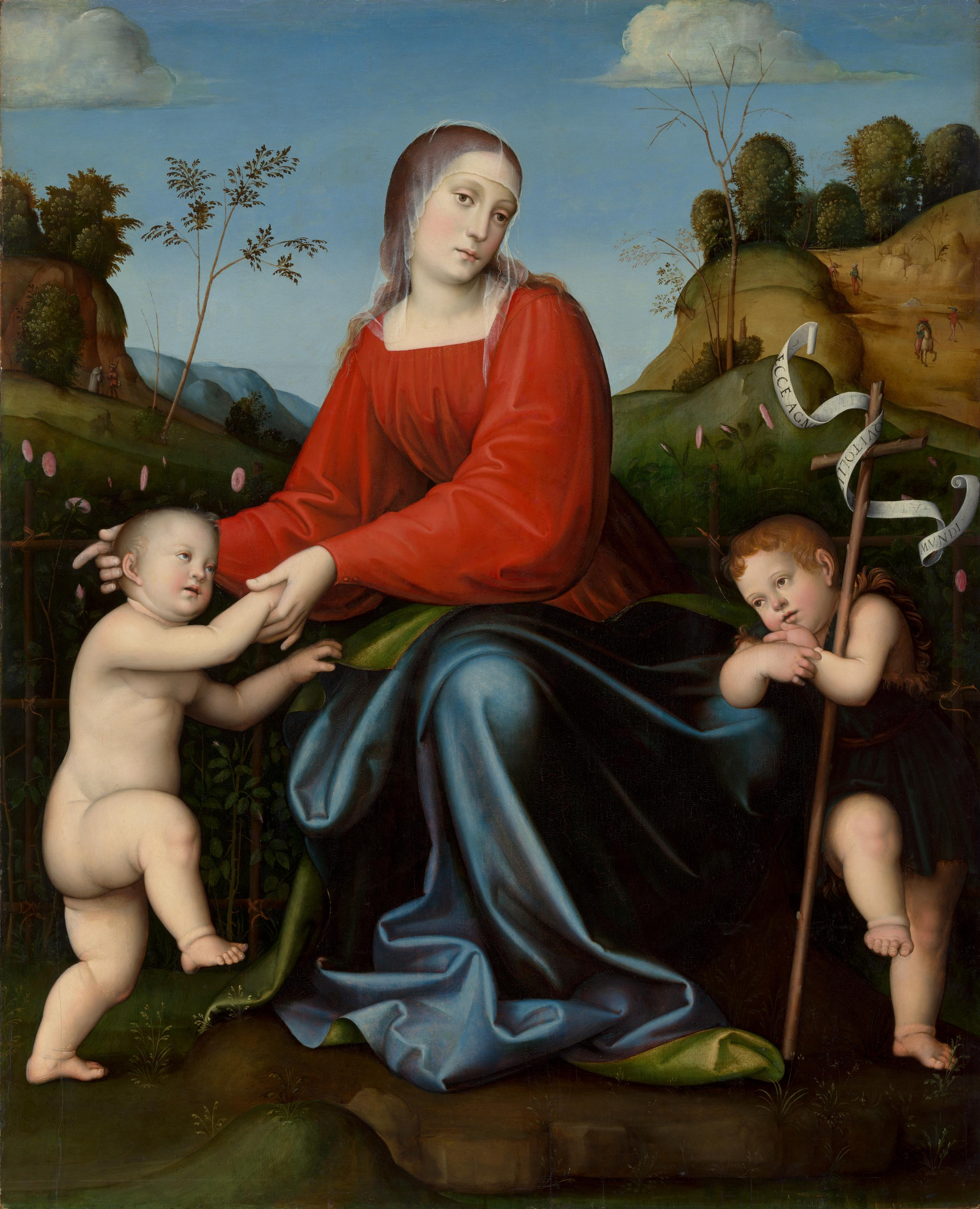
Madonna (Francia und Söhne) c. 1515, Melbourne